# Ilya Zinin
Ilya Yuryevich Zinin (tiếng Nga: Илья Юрьевич Зинин; sinh ngày 9 tháng 11 năm 1986) là một cầu thủ bóng đá người Nga thi đấu cho F.K. Torpedo Vladimir.